# Robert Mulka
Robert Karl Ludwig Mulka (Hamburgo, 12 de abril de 1895-Hamburgo, 26 de abril de 1969) fue un Hauptsturmführer (capitán) de las SS, Adjunto a Rudolf Hoss, comandante del campo de exterminio de Auschwitz y participante en el Holocausto durante la Segunda Guerra Mundial.

## Juventud
Hijo de un empleado postal, Mulka realizó estudios de bachillerato en la Realschule de Hamburgo, prestó servicio militar por un año y luego ingresó como aprendiz en una firma de comerciantes. En agosto de 1914, al estallar la Primera Guerra Mundial, se presentó como voluntario, combatiendo en Francia, Rusia y Turquía, servicio en el cual obtuvo el rango de teniente.
Al finalizar la guerra en noviembre de 1918, se incorporó a la Guardia Báltica, una fuerza paramilitar de ultraderecha «para prevenir el avance del bolchevismo en el Oeste».  En 1920 regresó a Hamburgo reincorporándose a la comunidad de comerciantes, y ese mismo año una corte judicial lo condenó a ocho meses de prisión y dos años de pérdida de los derechos civiles por manejos irregulares de los fondos confiscados a izquierdistas durante su participación en la Guardia Báltica. Mulka negó todo el tiempo estos manejos dolosos. 
En 1931 fundó su propia empresa para importar y exportar productos, a la vez que se mantenía como oficial de la reserva, siendo promovido a primer teniente. Debido a sus problemas legales fue dado de baja del Ejército.

## Al servicio del Tercer Reich
Mulka se incorporó de manera voluntaria a la SS el 8 de junio de 1941. A principios de 1942 se le asignó al campo de exterminio de Auschwitz, donde se le había dicho que prestaría servicio en un "gran campo de concentración con una granja y que requería supervisión".  En mayo de 1942 fue nombrado como adjunto en las SS del Obersturmbannführer Rudolf Hoess, comandante del campo, y su oficina estaba instalada al lado de la cámara de gas y del crematorio experimental del Campo Auschwitz I. 
En marzo de 1943, fue arrestado por las SS por haber criticado un discurso de Joseph Goebbels, ministro de Propaganda del III Reich, sin embargo quedó en libertad muy pronto y los cargos fueron desestimados. Regresó a Hamburgo donde se mantuvo hasta que los aliados empezaron a bombardear la ciudad, se presentó como voluntario para el Comando de las SS en el mar del Norte. A principios de 1944 fue reasignado a la Escuela de Ingeniería de las SS en Praga. Estando ahí, Mulka enfermó gravemente y fue dado de baja, regresando a Hamburgo donde permaneció hasta que los nazis capitularon en mayo de 1945. 
Entre el 8 de junio de 1945 y el 28 de marzo de 1948 fue internado en varios campos de prisioneros, tales como el de Iserbrook, Neumunster, Eselheide/ Paderborn, así como el Campo para Prisioneros de Guerra de Fischbek y el de Neuengamme.

## Vida posterior y juicio
Al ser liberado de los Aliados, fue detenido por una corte de desnazificación de Hamburgo que lo condenó a 18 meses de prisión por su relativa participación en Auschwitz; sin embargo la sentencia fue revisada y bajó el estatus de Mulka a Nivel V, lo que le dejaba en libertad y le permitía volver a trabajar indefinidamente.
Mulka era casado y había tenido dos hijos varones y una niña. El hijo mayor había muerto como soldado en la Segunda Guerra Mundial. 
Después de este período de prisión, Mulka refundó su empresa de importaciones y exportaciones hasta que en diciembre de 1963, fue imputado por la Fiscalía del Ministerio Público de Fráncfort del Meno, en el llamado Segundo Juicio de Auschwitz. Desde un principio fue el acusado principal pero permaneció en libertad durante la etapa inicial del juicio. Sin embargo a principios de 1964, la Fiscalía logró conseguir varias órdenes de pedido a la IG Farben, firmadas por Mulka donde solicitaba remitieran al Campo, varios lotes del pesticida "Zyklon B" para realizar "Acciones Especiales", que era el nombre clave de los exterminios. Desde este momento, Mulka fue detenido y quedó a la orden del Tribunal. Su segundo hijo se hizo cargo de la empresa importadora de la familia.   
Durante el juicio, Mulka negó todo conocimiento sobre el exterminio de judíos y gitanos, así como sobre las cámaras de gas, sin embargo la evidencia de compras de pesticidas y mantenimiento a los hornos crematorios firmadas por él fueron contundentes para demostrar su responsabilidad, ante lo cual guardó silencio.
Después de 183 días de audiencias, entre el 19 y 20 de agosto de 1965, se anunció el veredicto. Mulka fue acusado de «complicidad en el asesinato por lo menos 750 personas, en cuatro ocasiones por separado», siendo su pena de 14 años de prisión. Mulka fue enviado a la cárcel de Kassel, donde intentó suicidarse en vano. En 1968, se enfermó gravemente y finalmente murió en abril de 1969, aún en prisión.